# نیکوس کوندوروس
نیکوس کوندوروس (یونانی: Νίκος Κούνδουρος؛ ۱۵ دسامبر ۱۹۲۶ – ۲۲ فوریهٔ ۲۰۱۷) کارگردان فیلم و مستندساز اهل یونان بود.
وی همچنین برندهٔ جوایزی همچون خرس نقره‌ای برای بهترین کارگردان در سال ۱۹۶۳ شده‌است.